# Krzysztof Bawarski
Krzysztof III Bawarski (ur. 26 lutego 1416, zm. 5 stycznia 1448) – król Danii i Szwecji 1440–1448 oraz Norwegii 1443–1448 z dynastii Wittelsbachów.

## Życiorys
Ojcem Krzysztofa był Jan Wittelsbach (zm. 1443) palatyn Neunburg vorm Wald w Górnym Palatynacie (Pfalzgraf in Neunburg vorm Wald u. Neumarkt) w l. 1410–1443, matką zaś Katarzyna pomorska (zm. 1426), córka Warcisława VII ks. słupskiego z dynastii Gryfitów.
Krzysztof urodził się 26 lutego 1416 r. w Neumarkt in der Oberpfalz. Wychował się na dworze cesarza Zygmunta Luksemburskiego, gdyż ojciec Krzysztofa był sojusznikiem cesarza w jego walkach z husytami czeskimi. Matka Krzysztofa była siostrą Eryka Pomorskiego, księcia pomorskiego (jako Eryk I) panującego od 1449 roku w księstwie słupskim, będącego jednocześnie królem Danii (jako Eryk VII), Szwecji (jako Eryk IX) i Norwegii (jako Eryk III), więc podobnie, jak Eryk matka Krzysztofa po kądzieli była prawnuczką Waldemara IV (zm. 1375), ostatniego króla duńskiego z dynastii Estridsenów, nie licząc jego córki królowej Małgorzaty I, władającej Danią do roku 1412.
Gdy w Danii, Szwecji i Norwegii, krajach unii kalmarskiej, ogólne niezadowolenie z rządów Eryka doprowadziło do jego detronizacji, rada królestwa Danii zwróciła się do Krzysztofa o przyjęcie korony królewskiej i w 1439 r. przybył on do Danii zostając jej gubernatorem. W 1440 r. został koronowany na króla Danii jako Krzysztof III, w tym samym roku został królem Szwecji, a następnie, po pokonaniu oporu ostatnich zwolenników Eryka i zdławieniu powstania w Jutlandii (1441) został w 1442 roku koronowany na króla Norwegii. W roku następnym, po śmierci ojca, przejął rządy w Neumarkt in der Oberpfalz.
Objąwszy panowanie Krzysztof naprawił stosunki z miastami Hanzy zatwierdzając ich wcześniejsze przywileje, a także z Kościołem i władcą Holsztynu hrabią Adolfem VIII, któremu nadał w lenno księstwo Szlezwiku. Władza króla była mocno ograniczona, osłabiona koniecznością współpracy z możnymi rodami wszystkich trzech królestw, w tej sytuacji król w początkowym okresie swego panowania dążył do zachowania równowagi pomiędzy trzema królestwami, później wspierał dominację Danii, wspomagał też rozwój miast, zwłaszcza Kopenhagi. Doprowadził do ogłoszenia nowej kodyfikacji prawa szwedzkiego, tzw. "Kristoffers Landslag".
Żoną króla w 1445 r. została Dorota (ur. 1422), córka Jana Alchemika, margrabiego brandenburskiego (był on synem Fryderyka I, pierwszego elektora brandenburskiego z rodu Hohenzollernów, bratem następnych elektorów Fryderyka II Żelaznego oraz Albrechta III Achillesa). Król Krzysztof nie miał potomstwa.
Zmarł 5 stycznia 1448 r. w Helsinborgu, pochowany został w Roskilde. Po śmierci Krzysztofa, wdowa po nim ponownie wyszła za mąż za Chrystiana IV księcia Oldenburga, który w 1448 roku jako Chrystian I został królem Danii, pierwszym przedstawicielem dynastii Oldenburgów na tronie duńskim, dynastii panującej w Danii do dziś.